# Katedra w Como
Katedra w Como (wł.: Duomo di Como) – kościół rzymskokatolicki w Como (Lombardia, Włochy) poświęcony Wniebowzięciu Najświętszej Maryi Panny. Katedra zlokalizowana jest w centrum miasta, przy placu Piazza Duomo, niedaleko jeziora Como. Świątynia jest siedzibą diecezji Como.

## Historia
Budowę rozpoczęto w roku 1396, a zakończono w 1770. Prace nad fasadą trwały w latach 1447–1498.

## Architektura

### Wygląd zewnętrzny
Katedra uważana jest za ostatnią gotycką katedrę we Włoszech. Budowla ma 87 m długości, 36–56 m szerokości, a w szczytowym punkcie kopuły wysokość wynosi 75 m. Gotycka fasada podzielona jest czterema pilastrami, każdy z nich ozdobiony serią niedużych rzeźb. W centrum fasady znajduje się duże okno rozetowe.

### Wygląd wewnętrzny
Wnętrze świątyni podzielone jest na trzy nawy. Ściany kościoła zdobią liczne obrazy, wśród nich Święci Sebastian i Krzysztof i Adoracja Pasterzy Bernardino Luiniego (przy drugim ołtarzu w prawej nawie bocznej), Trzech Proroków i Ślub Najświętszej Maryi Panny Gaudenzio Ferrariego (przy trzecim ołtarzu w prawej nawie bocznej).
Główny ołtarz w marmurze i onyksie pochodzi z roku 1728.